# Sites mégalithiques de Maine-et-Loire
Le département de Maine-et-Loire possède un certain nombre de sites mégalithiques, témoins des premières occupations humaines du territoire.

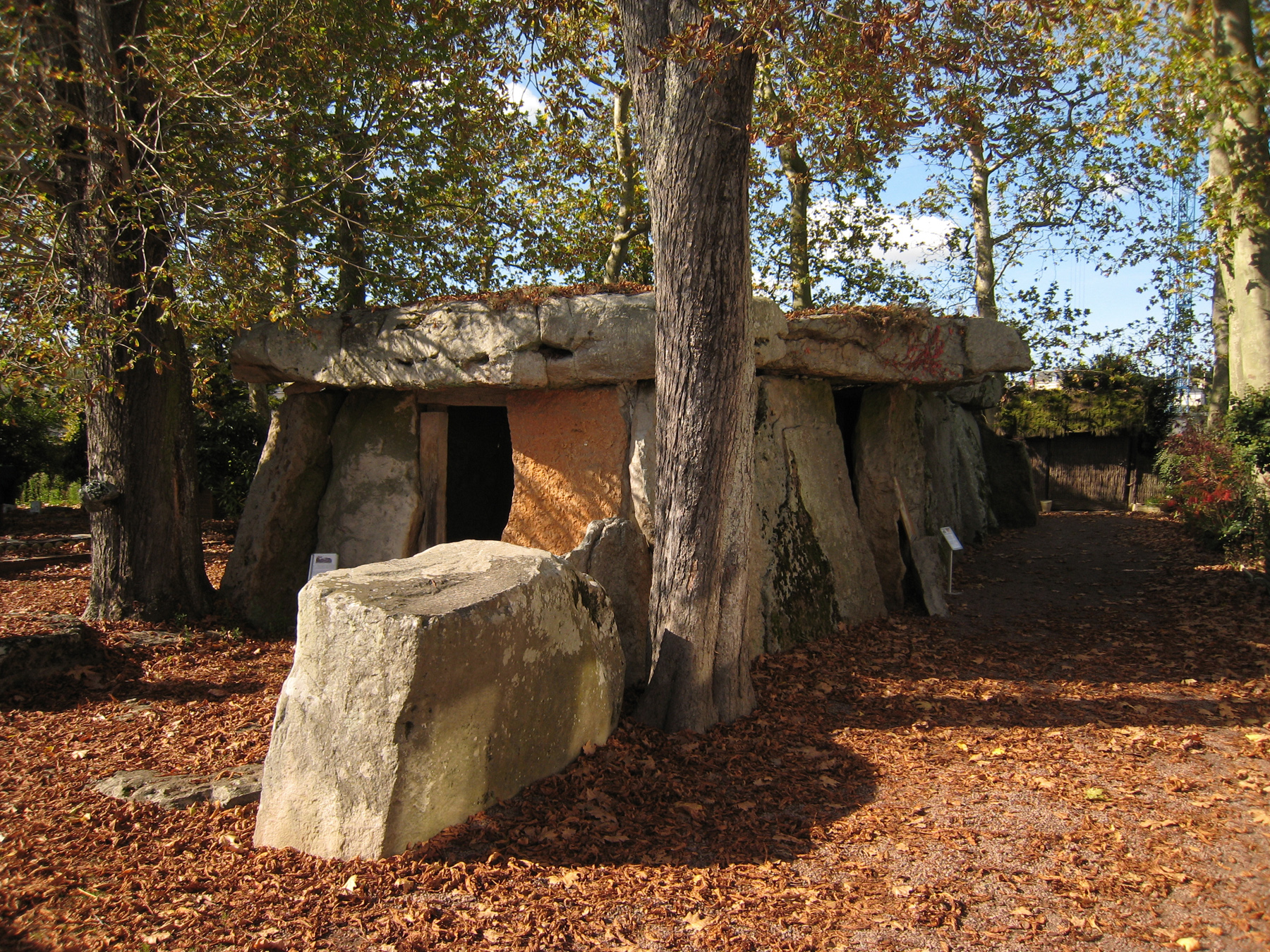
Dolmen de Bagneux

## Généralité

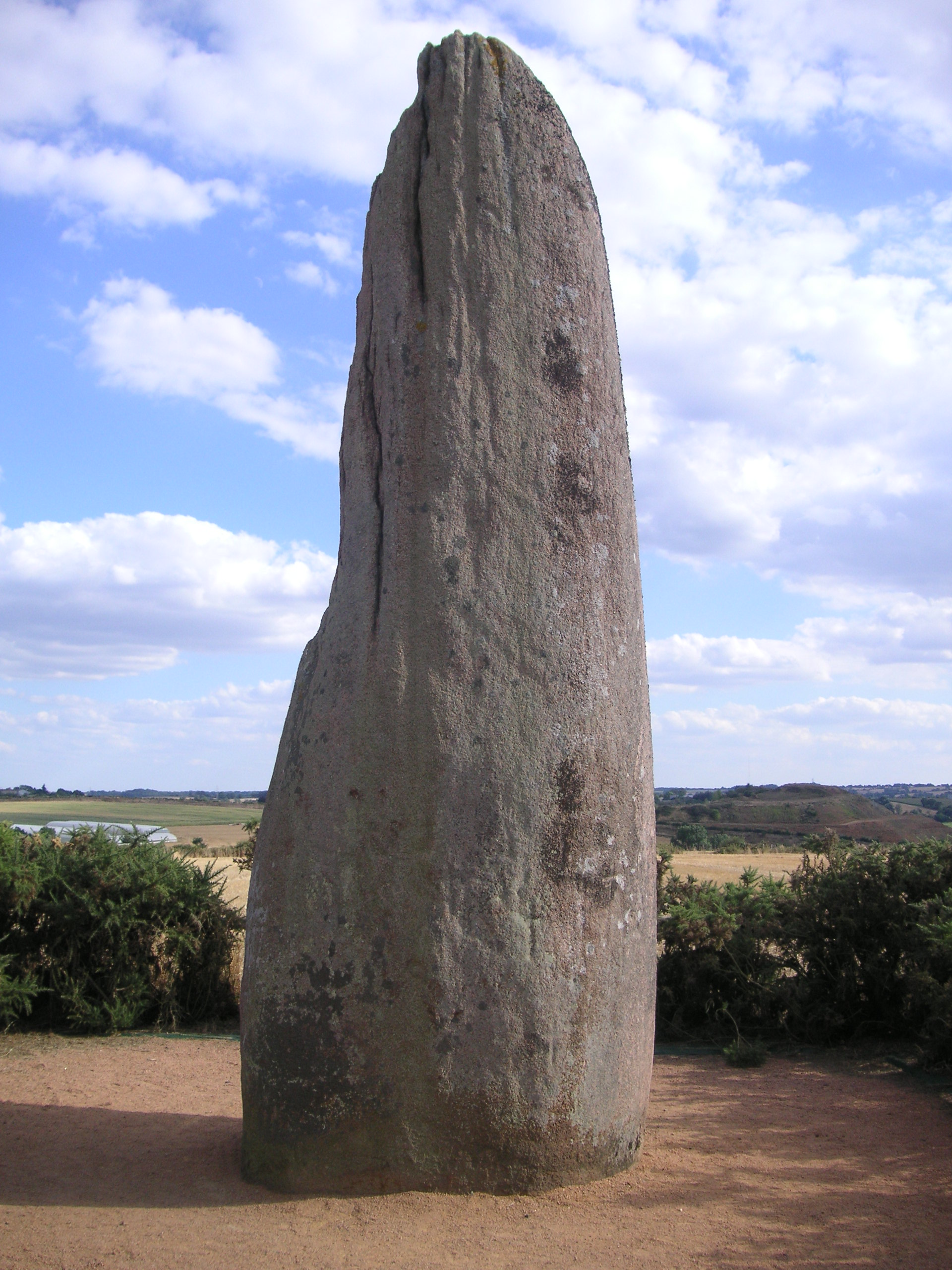
Menhir de Saint-Macaire-en-Mauges

L'apparition des mégalithes en Anjou est sûrement contemporain de l'apparition du mégalithisme dans l'ouest de la France, avec le Dolmen de l'île de Carn, à Ploudalmézeau, érigé vers -3200. L'érection des sites mégalithiques en Anjou s'intègre entre -3200 et -1800 environ.
Dans le département de Maine-et-Loire, il existe encore 73 menhirs debout, plus 13 dorénavant couchés, ainsi que 42 détruits mais attestés. Pour les dolmens, 50 sont encore relativement en bon état, 19 plus ou moins dégradés, et 21 disparus attestés. Si on y ajoute les éventuels menhirs disparus dont la trace n'est conservée que par toponymie, on arrive aux alentours de 160 menhirs, plaçant le Maine-et-Loire au vingtième rang des départements français pour ce qui est du nombre de menhirs.
La répartition des monuments mégalithiques ne se présente pas de manière homogène sur l'ensemble du département. La région des Mauges, par exemple, est vierge de tout dolmen. La rive droite de la Loire, à l'époque bien plus large et plus sujette aux crues, entre Angers et Tours, en est également dépourvue. En revanche, deux zones géographiques présentent une plus forte densité : le Saumurois, au sud de la Loire, d'une part, et le Baugeois d'autre part. Cependant, le nombre de dolmens, surtout en Saumurois, et leur relatif éloignement les uns des autres, ne permet pas d'envisager la présence d'une nécropole.

## Caractéristiques

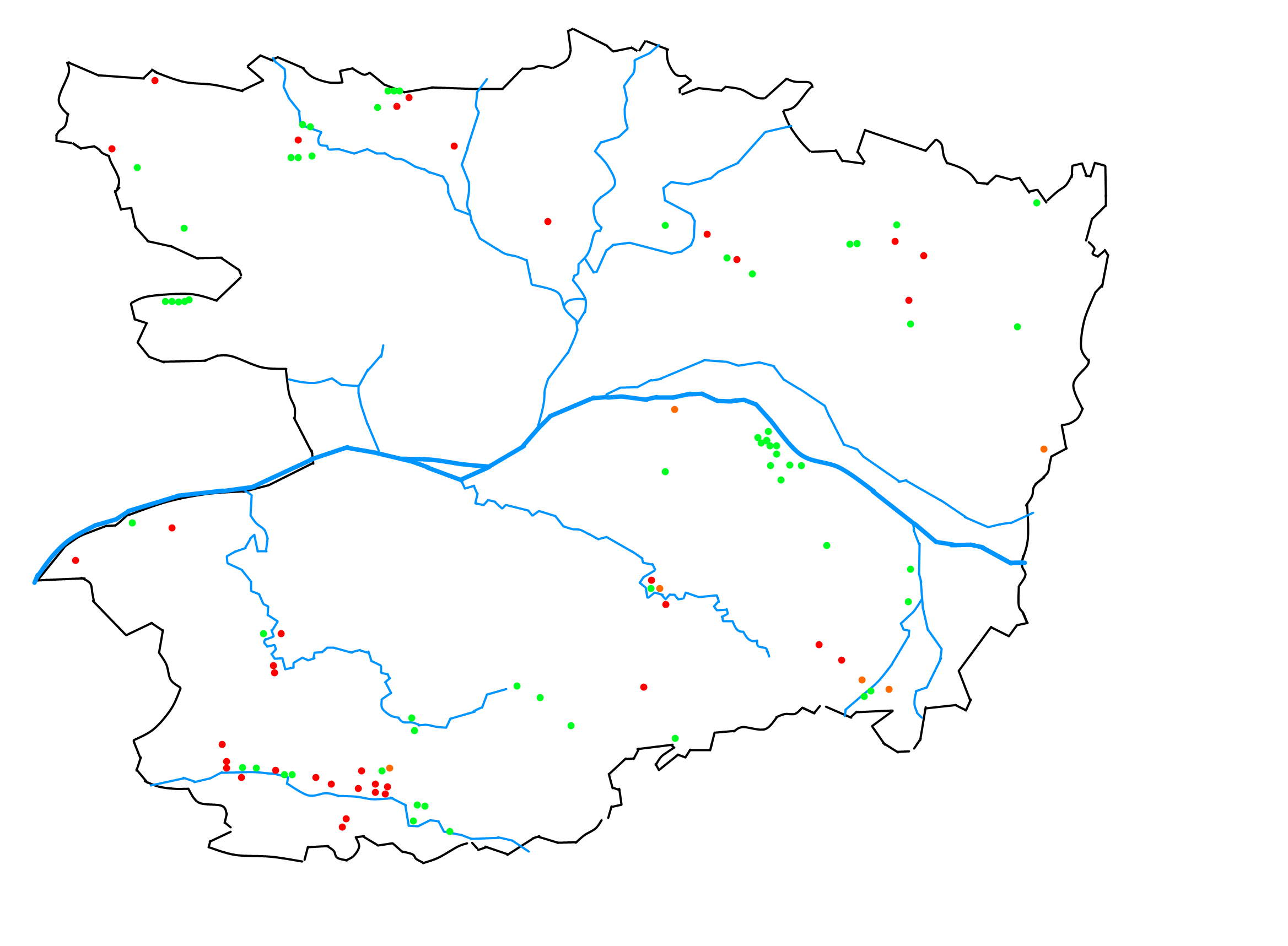
Carte de répartition des menhirs de Maine-et-Loire. Cette carte ne doit pas être tenue pour exhaustive.
Vert : menhir debout.
Rouge : menhir détruit.
Orange : menhir couché.

### Menhirs
Contrairement aux dolmens, les menhirs se répartissent de manière plus uniforme dans le département. Le Choletais, bien que dépourvu de dolmens, compte 18 menhirs, plus 23 disparus. Le Saumurois totalise encore 23 menhirs debout et 10 disparus, le Segréen en possède respectivement 19 et 8, et enfin le Baugeois en compte respectivement 13 et 5.
Ces menhirs ne sont pour la plupart pas alignés. Seuls deux alignements sont certifiés : celui de Freigné dans le Segréen, avec 7 menhirs encore debout, et celui de Cholet, disparu, qui comptait 5 menhirs. De même, il ne semble pas y avoir eu de cercle de pierre, ou « cromlech ».
Sur les 73 menhirs encore debout, seule une vingtaine dépasse les 3 mètres, et 3 les 5 mètres : le menhir de la Bretellière de Saint-Macaire-en-Mauges avec 6,30 mètres, le menhir de Nidevelle de Saint-Georges-des-Sept-Voies avec 5,50 mètres, et le menhir de Pierre-Frite de Saint-Michel-et-Chanveaux avec une hauteur comprise entre 5,40 et 5,25 mètres.

### Dolmens

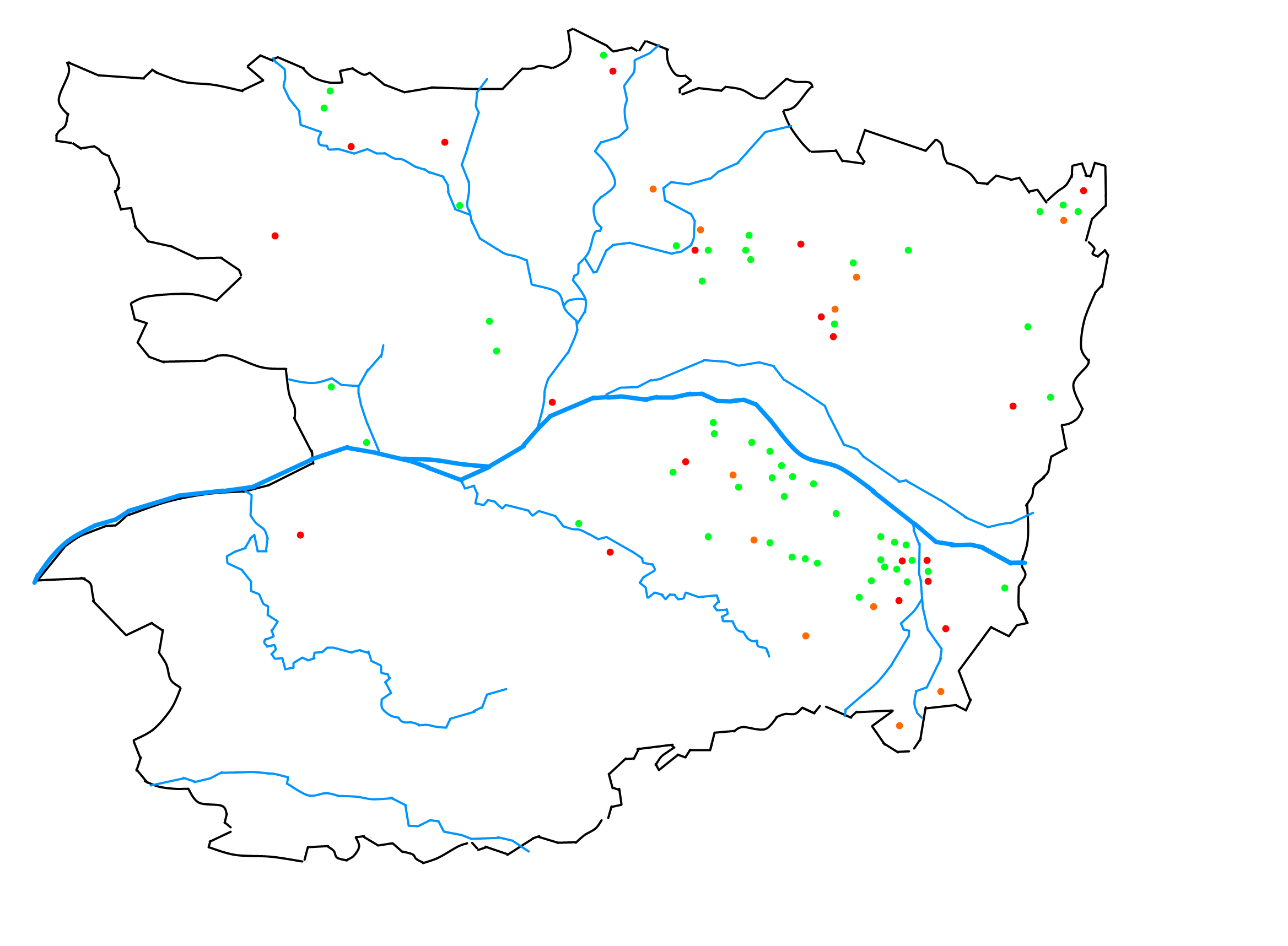
Carte de répartition des dolmens de Maine-et-Loire. Cette carte ne doit pas être tenue pour exhaustive.
Vert : dolmen existant.
Rouge : dolmen détruit.
Orange : dolmen ruiné.

De par son emplacement, l'Anjou fut une terre de carrefour d'influence mégalithique, puisque se trouvant entre l'Armorique (type Allées bretonnes) et le Bassin Parisien (type Allées S.O.M, Seine-Oise-Marne). On peut classer les dolmens de Maine-et-Loire en 6 grandes catégories:
- Cairn à chambres multiples : En 1997, lors de fouilles préventives, un cairn a été mis au jour à l'ouest de la cour, sous les vestiges de l'ancien château comtal (Angers). Construit aux alentours de -4500, le cairn se composait de 4, peut être 5, chambres funéraires. Il faisait environ 17 mètres de diamètre, et était entièrement construit en dalles de schistes. Par ailleurs, le façonnage de ces plaques laisse percevoir la maîtrise de l'exploitation ardoisière dès le Néolithique[1],[2].

- Dolmens simples : ils correspondent au dolmen de base, avec un tablier unique reposant sur quelques piliers. De forme simple, quasi-carrée, voire rectangulaire. Cinq dolmens correspondent à ce type en Anjou : la Pierre du Crapeau, à Baugé; le dolmen du Gué au Poirier, à Broc; le dolmen de l’Orrière, à Chigné; la Maison des Fées, à Miré et la Pierre du Ruau, à Saulgé-l'Hôpital[H 5].

- Dolmens polygonaux : similaire aux dolmens simples, mais généralement plus grands, avec des supports plus nombreux formant des angles marqués, leur donnant un aspect polygonal. En Maine-et-Loire : La Pierre couverte de Montbenault, à Beaulieu; le dolmen des Mollières, à Beauvau; le dolmen de Chantepierre, à Broc et le Grand Dolmen des Varennes de Cumeray, au Thoureil[H 6].

- Allées couvertes : constituées de plusieurs tables de couvertures, reposant sur des blocs dressés qui délimitent une chambre longue et étroite. Deux monuments de ce type sont présents en Maine-et-Loire : le dolmen du Champ-du-Ruisseau et celui de la Romme, à Champtocé-sur-Loire[H 7].

- Hypogées mégalithiques : se définit comme un monument semi-souterrain, creusé dans la roche pour servir de sépulture collective. Les ossuaires de Brézé et de Courléon, ainsi que la crypte du Bois Brard à Saint-Hilaire-Saint-Florent en sont de parfaits exemples[H 8].

- Dolmen de type angevin : se définit comme une « chambre rectangulaire large, précédée d'un portique plus étroit et plus bas [3]». Ils sont divisés en deux catégories : un type court (forme carrée, ou quasi-carrée), dit A, et un type long (forme rectangulaire), dit type B. Ils possèdent une entrée dirigée le plus souvent vers l'est, plus précisément vers le sud-est. C'est le type de dolmen le plus répandu dans la région : il représente 42 % des dolmens du département, dont 55 % dans la région de Saumur[G 5]. L'aire de répartition des dolmens de type angevin s'étend depuis le Sud de l'Ille-et-Vilaine (La Roche-aux-Fées) jusqu'au Talmondais (dolmen de la Frébouchère) et au nord des Deux-Sèvres ; le dolmen de la Grotte dans le Puy-de-Dôme constituant le spécimen le plus excentré.

Enfin, de nombreux dolmens de Maine-et-Loire sont inclassables en raison de leur état de conservation, ou de leur disparition totale. Sans compter ceux disparus, une quinzaine de dolmens restent de type indéterminé.

### Matériaux
On observe une relation entre le nombre de dolmens d'un territoire et les matériaux disponibles. Ainsi, la très grande majorité des sites mégalithiques du département sont constitués de grès d'âge variable, du "Sénonien" à l'Éocène. Ces bancs de grès se retrouvent en hauteur des coteaux, notamment en bord de Loire, et débordent souvent sur le rebord de la pente du coteau. Ainsi, relativement aisés à extraire, ils permettent d'ériger des monuments comme des dolmens plus facilement. Ce serait la raison du nombre de dolmens se situant en pente de coteau (34 monuments au total). La formation géologique dite du "grès armoricain", datant de l'Ordovicien, a également été employée, surtout dans le Segréen. Dans les Mauges, ce sont les roches éruptives qui dominent. Enfin, dans le nord-est du Baugeois, on trouve des monuments en roche meulière.

## Inventaire non exhaustif
| Monument                                                                          | Commune                      | Remarque                                                                 | Protection                 | Coordonnées                                                    | Illustration                                |
| --------------------------------------------------------------------------------- | ---------------------------- | ------------------------------------------------------------------------ | -------------------------- | -------------------------------------------------------------- | ------------------------------------------- |
| Dolmen du Bois Raymond                                                            | Ambillou-Château             |                                                                          |                            | 47° 16′ 39″ N, 0° 18′ 16″ O                                    |                                             |
| Cairn du château d’Angers                                                         | Angers                       |                                                                          |                            | 47° 28′ 13″ N, 0° 33′ 38″ O                                    |                                             |
| Dolmen du Griffier                                                                | Antoigné                     |                                                                          | Inscrit MH (1984)          | 47° 05′ 43″ N, 0° 08′ 29″ O                                    | Dolmen du Griffier                          |
| Pierre Fiche de Chacé                                                             | Artannes-sur-Thouet          |                                                                          |                            | 47° 12′ 43″ N, 0° 05′ 08″ O                                    | Pierre Fiche de Chacé                       |
| Pierre debout du Genest                                                           | Aviré                        |                                                                          | Classé MH (1889)           | 47° 43′ 40″ N, 0° 47′ 30″ O                                    | La Pierre Debout du Genest                  |
| Menhir de l'école de musique                                                      | Baugé                        |                                                                          |                            | 47° 32′ 33″ N, 0° 53′ 14″ O                                    | Menhir de l'école de musique                |
| Pierre du Crapeau                                                                 | Baugé                        |                                                                          |                            | 47° 32′ 55″ N, 0° 08′ 12″ O                                    | La Pierre du Crapeau                        |
| Menhir de Bois-l'Abbé                                                             | Beaucouzé                    |                                                                          | disparu                    |                                                                |                                             |
| Pierre couverte de Montbenault                                                    | Beaulieu-sur-Layon           |                                                                          |                            | 47° 18′ 24″ N, 0° 34′ 32″ O                                    | Pierre couverte de Montbenault              |
| La Pierre Aubrée                                                                  | Beaupréau                    |                                                                          | disparu                    |                                                                |                                             |
| Dolmen des Mollières                                                              | Beauvau                      |                                                                          |                            | 47° 34′ 38″ N, 0° 16′ 00″ O                                    | Dolmen des Mollières                        |
| Pierre du Ruisseau-de-la-Planche                                                  | Bécon-les-Granits            | menhir                                                                   |                            | 47° 29′ 23″ N, 0° 49′ 02″ O                                    |                                             |
| Pierre de Gohier                                                                  | Blaison-Gohier               | appelé aussi Caquin de Gargantua                                         |                            |                                                                |                                             |
| Pierre du Guédeniau                                                               | Bocé                         | autre nom Menhir de la Cache                                             | détruit                    |                                                                |                                             |
| Ossuaire de Brézé                                                                 | Brézé                        | ossuaire sous dalles                                                     | détruit                    |                                                                |                                             |
| La Pierre Couchée                                                                 | Brigné                       | mégalithe indéterminé                                                    | disparu                    |                                                                |                                             |
| Dolmen de Chantepierre                                                            | Broc                         |                                                                          | Classé MH (1983)           | 47° 34′ 25″ N, 0° 10′ 29″ E                                    | Dolmen de Chantepierre                      |
| Dolmen de la Crénerie                                                             | Broc                         | autre nom Dolmen du Moulin à Vent                                        | détruit                    |                                                                |                                             |
| Pierre couverte de la Planche                                                     | Broc                         |                                                                          | Inscrit MH (1983)          | 47° 34′ 48″ N, 0° 09′ 11″ E                                    | Pierre couverte de la Planche               |
| Pierre couverte                                                                   | Chacé                        | dolmen                                                                   | détruit                    |                                                                |                                             |
| Tombe de la Grésille                                                              | Chacé                        |                                                                          | détruite                   |                                                                |                                             |
| Menhir de la Maussionnaie                                                         | Challain-la-Potherie         |                                                                          |                            |                                                                |                                             |
| Dolmen de Bareuil                                                                 | Chalonnes-sous-le-Lude       |                                                                          | ruiné                      |                                                                |                                             |
| Dolmen du Bois-des-Fées                                                           | Chambellay                   |                                                                          | disparu                    |                                                                |                                             |
| Menhir de la Malmare                                                              | Chambellay                   | autre nom Pierre de l'Horloge                                            | détruit                    |                                                                |                                             |
| Dolmen de la Boire de Champtocé                                                   | Champtocé-sur-Loire          |                                                                          |                            | immergé 47° 24′ 39″ N, 0° 52′ 56″ O                            |                                             |
| Dolmen de la Romme                                                                | Champtocé-sur-Loire          | autre nom Dolmen de l'étang de Vauboisseau                               | Inscrit MH (1991)          | 47° 25′ 11″ N, 0° 51′ 24″ O                                    | Dolmen de la Romme                          |
| Dolmen du Champ-du-Ruisseau                                                       | Champtocé-sur-Loire          | autre nom Dolmen de Pontpiau                                             | Classé MH (1961)           | 47° 27′ 33″ N, 0° 54′ 11″ O                                    | Dolmen du Champ-du-Ruisseau                 |
| Menhirs du Carrefour Simon                                                        | La Chapelle-du-Genêt         | 3 menhirs                                                                | détruits                   |                                                                |                                             |
| Dolmen du Perrin                                                                  | Charcé                       |                                                                          | détruit                    |                                                                |                                             |
| Pierre couverte de Beaupreau                                                      | Charcé                       |                                                                          | Classé MH (1889)           | 47° 21′ 40″ N, 0° 25′ 05″ O                                    | Pierre couverte de Beaupreau                |
| Pierre levée de Beaupreau                                                         | Charcé                       |                                                                          | Classé MH (1889)           | 47° 21′ 40″ N, 0° 25′ 05″ O                                    | Pierre levée de Beaupreau                   |
| Menhirs de la Suzonnière                                                          | Châtelais                    | 3 menhirs                                                                |                            |                                                                |                                             |
| Menhir du Bas Meilleray                                                           | Chazé-Henry                  |                                                                          | détruit                    |                                                                |                                             |
| Pierre couverte de la Pauvrière                                                   | Chemellier                   | dolmen                                                                   | ruiné                      | 47° 21′ 18″ N, 0° 21′ 48″ O                                    |                                             |
| Pierre couverte du Moulin de Piau                                                 | Chemellier                   |                                                                          |                            | 47° 20′ 31″ N, 0° 20′ 53″ O                                    | Pierre couverte du Moulin de Piau           |
| Menhir et dolmen de l'Aurière                                                     | Chigné                       |                                                                          | Classé MH (1983)           | 47° 35′ 11″ N, 0° 08′ 24″ E                                    | Menhir de l'Aurière                         |
| Grand menhir de la Garde                                                          | Cholet                       |                                                                          |                            | 47° 03′ 32″ N, 0° 52′ 49″ O                                    | Grand menhir du Champ de la Garde           |
| Petit menhir du Champ de la Garde                                                 | Cholet                       |                                                                          | Inscrit MH (1976)          | 47° 02′ 39″ N, 0° 49′ 51″ O                                    | Petit menhir du Champ de la Garde           |
| Pierre Plate de la Pochetière                                                     | Cholet                       |                                                                          | Inscrit MH (1976)          | 47° 02′ 39″ N, 0° 51′ 16″ O                                    | Pierre Plate de la Pochetière               |
| Polissoirs du jardin public                                                       | Cholet                       | Polissoirs du Carteron Polissoir du Grand-Jard                           |                            |                                                                |                                             |
| Dolmen de la Vieille Fosse                                                        | Contigné                     |                                                                          | détruit                    |                                                                |                                             |
| Pierre des Hommes                                                                 | Coron                        |                                                                          | Classé MH (1889)           | 47° 07′ 11″ N, 0° 36′ 39″ O                                    |                                             |
| Pierre Pointue                                                                    | Coron                        | menhir                                                                   |                            | 47° 08′ 31″ N, 0° 38′ 31″ O                                    |                                             |
| Dolmen de Bronne                                                                  | Corzé                        |                                                                          | disparu                    |                                                                |                                             |
| Dolmen de la Pidoucière                                                           | Corzé                        |                                                                          | Inscrit MH (1984)          | 47° 32′ 45″ N, 0° 20′ 47″ O                                    | Dolmen de la Pidoucière.                    |
| Dolmen des Ruaux                                                                  | Le Coudray-Macouard          |                                                                          | détruit                    |                                                                |                                             |
| Pierre couverte                                                                   | Courchamps                   | dolmen                                                                   | Notice no IA00053717       | 47° 12′ 19″ N, 0° 09′ 46″ O                                    |                                             |
| Pierre posée du Château                                                           | Courléon                     | sépulture collective sous dalle                                          |                            | déplacée 47° 23′ 40″ N, 0° 08′ 08″ E                           |                                             |
| Menhir de la Délugrie                                                             | Courléon                     |                                                                          |                            |                                                                |                                             |
| Dolmen de l’Etiau                                                                 | Coutures                     |                                                                          |                            | 47° 23′ 02″ N, 0° 21′ 28″ O                                    | Dolmen de l’Etiau                           |
| Dolmen de Montsabert                                                              | Coutures                     | autre nom dolmen de la Caillère                                          |                            | 47° 22′ 33″ N, 0° 21′ 08″ O                                    | Dolmen de Montsabert                        |
| Menhir de Pierre Frite                                                            | Cuon                         |                                                                          |                            |                                                                |                                             |
| Pierre couverte de Chavais                                                        | Dénezé-sous-Doué             |                                                                          |                            | 47° 14′ 47″ N, 0° 15′ 06″ O                                    | Pierre couverte de Chavais                  |
| Pierre couverte de Saugré                                                         | Dénezé-sous-Doué             |                                                                          |                            | 47° 15′ 13″ N, 0° 15′ 40″ O                                    | Pierre couverte de Saugré                   |
| Pierre Péteuse                                                                    | Dénezé-sous-Doué             |                                                                          |                            | 47° 15′ 27″ N, 0° 15′ 48″ O                                    | Pierre péteuse                              |
| Pierre-qui-vire de la Virolais                                                    | Dénezé-sous-Doué             | menhir probable                                                          |                            |                                                                |                                             |
| Dolmen de la Butte à Matto                                                        | Distré                       |                                                                          | disparu                    |                                                                |                                             |
| Ensemble mégalithique de la Chênaie                                               | Distré                       |                                                                          | Inscrit MH (1975)          | 47° 14′ 01″ N, 0° 07′ 39″ O                                    |                                             |
| Pierre couverte de la Vacherie                                                    | Distré                       |                                                                          | Classé MH (1976)           | 47° 13′ 00″ N, 0° 06′ 25″ O                                    | Pierre couverte de la Vacherie              |
| Dolmen de la Croix de Fer                                                         | Doué-la-Fontaine             |                                                                          | Notice no IA00033093       |                                                                |                                             |
| Pierre du Diable                                                                  | Drain                        | menhir                                                                   |                            | 47° 20′ 16″ N, 1° 11′ 59″ O                                    | Pierre du Diable                            |
| Pierre du Coq et la Poule                                                         | Échemiré                     | 2 menhirs et 1 polissoir                                                 | Classé MH (1979)           | 47° 33′ 17″ N, 0° 08′ 19″ O                                    | Pierre du Coq et la Poule                   |
| Polissoir des Fresnais                                                            | Écouflant                    |                                                                          |                            | déplacé au musée Saint-Jean d'Angers                           |                                             |
| Dolmen des Dormans                                                                | Epieds                       |                                                                          | Classé MH (1983)           | 47° 06′ 18″ N, 0° 03′ 00″ O                                    |                                             |
| Dolmen de la Petifaie                                                             | La Ferrière-de-Flée          |                                                                          | Inscrit MH (1990)          | 47° 45′ 14″ N, 0° 50′ 42″ O                                    | Dolmen de la Petifaie                       |
| Pierre couverte du château de la Ferrière                                         | La Ferrière-de-Flée          |                                                                          | Classé MH (1989)           | 47° 44′ 07″ N, 0° 51′ 32″ O                                    | Pierre couverte du château de la Ferrière   |
| Menhir de Bréau                                                                   | Le Fief-Sauvin               |                                                                          | Inscrit MH (1990)          | 47° 13′ 27″ N, 1° 01′ 15″ O                                    | Menhir de Bréau                             |
| Dolmen de Chappe                                                                  | Fontaine-Guérin              |                                                                          | détruit                    |                                                                |                                             |
| Dolmen de la Rangeardière                                                         | Fontaine-Guérin              |                                                                          |                            | 47° 29′ 11″ N, 0° 09′ 52″ O                                    |                                             |
| Dolmen de la Tour du Pin                                                          | Fontaine-Guérin              |                                                                          |                            | 47° 29′ 46″ N, 0° 09′ 43″ O                                    |                                             |
| Dolmen des Communeaux                                                             | Fontaine-Guérin              |                                                                          | détruit                    |                                                                |                                             |
| Alignement de Bennefraye                                                          | Freigné                      |                                                                          | Classé MH (1978)           | 47° 33′ 35″ N, 1° 05′ 21″ O                                    | Alignement de Bennefraye                    |
| Dolmen de la Forêt                                                                | Gennes                       |                                                                          | Inscrit MH (1990)          | 47° 20′ 33″ N, 0° 16′ 26″ O                                    | Dolmen de la Forêt                          |
| Dolmen de la Madeleine                                                            | Gennes                       |                                                                          | Classé MH (1930)           | 47° 19′ 54″ N, 0° 14′ 06″ O                                    | Dolmen de la Madeleine                      |
| Pierre couverte de la Pagerie                                                     | Gennes                       |                                                                          | Classé MH (1980)           | 47° 20′ 22″ N, 0° 15′ 23″ O                                    | Dolmen de la Pagerie                        |
| Ensemble mégalithique du pavillon d'Achon                                         | Gennes                       |                                                                          |                            |                                                                |                                             |
| Menhir du Moulin Hilaire                                                          | Gennes                       | autres noms Menhir du Bois Gilbert, Pierre Longue                        | Inscrit MH (1982)          | 47° 20′ 42″ N, 0° 14′ 55″ O                                    | Menhir du Moulin Hilaire                    |
| Pierre couverte d'Avort                                                           | Gennes                       |                                                                          |                            | 47° 18′ 49″ N, 0° 16′ 46″ O                                    | Pierre couverte d'Avort                     |
| Pierre Longue du Bouchet                                                          | Gennes                       |                                                                          | Inscrit MH (1990)          | 47° 20′ 17″ N, 0° 15′ 50″ O                                    | Pierre Longue du Bouchet                    |
| Pierres Levées de l’Amphithéatre                                                  | Gennes                       | mégalithes indéterminés                                                  |                            |                                                                |                                             |
| Tumuli du plateau d'Avort                                                         | Gennes                       |                                                                          |                            |                                                                |                                             |
| Dolmen de la Roche Thibaut                                                        | Jarzé                        |                                                                          |                            |                                                                |                                             |
| Dolmen des Landes                                                                 | Jarzé                        |                                                                          |                            |                                                                |                                             |
| Pierre de la Bénetière                                                            | Jarzé                        | menhir probable                                                          | disparu                    |                                                                |                                             |
| Pierre Droite des Landes                                                          | Jarzé                        | menhir probable                                                          |                            |                                                                |                                             |
| Dolmens de l'Isle Briand                                                          | Le Lion-d'Angers             | 3 dolmens, 2 détruits                                                    | Inscrit MH (1976)          |                                                                |                                             |
| Pierres levées de la Nanterie                                                     | Liré                         | 3 menhirs                                                                | détruits                   |                                                                |                                             |
| Dolmen de l'étang de Launay                                                       | Louresse-Rochemenier         |                                                                          | détruit                    |                                                                |                                             |
| Pierre couverte des Friches du Corbeau                                            | Louresse-Rochemenier         |                                                                          |                            | 47° 16′ 15″ N, 0° 18′ 02″ O                                    | Pierre couverte des Friches du Corbeau      |
| Polissoir de la Bournée                                                           | Louresse-Rochemenier         |                                                                          |                            | 47° 15′ 48″ N, 0° 18′ 02″ O                                    | Polissoir de la Bournée                     |
| Dolmen de l'Aunay                                                                 | Louvaines                    |                                                                          | détruit                    |                                                                |                                             |
| Menhir de l'Ile du Layon                                                          | Martigné-Briand              | autre nom Menhir du château des Noyers                                   | détruit                    |                                                                |                                             |
| Pierre levée de la Grouas                                                         | Martigné-Briand              | autres noms Pierre Droite, Palet de Gargantua, Cromlech des Noyers       | Inscrit MH (1982)          | 47° 13′ 59″ N, 0° 29′ 00″ O                                    | Pierre Levée de la Grouas                   |
| Polissoir de la Grouas                                                            | Martigné-Briand              |                                                                          | Inscrit MH (1982)          | 47° 13′ 58″ N, 0° 29′ 07″ O                                    | Polissoir de la Grouas                      |
| Pierre au Sel                                                                     | Maulévrier                   | autres noms Menhir de la Grande Moinie Menhir du Moulin Verdon           | Classé MH (1975)           | 47° 01′ 22″ N, 0° 49′ 09″ O                                    | Menhir de la Grande Moinie                  |
| Dolmen de Fessine                                                                 | La Meignanne                 |                                                                          |                            | 47° 31′ 12″ N, 0° 42′ 34″ O                                    | Dolmen de Fessine                           |
| Mégalithes des Bois Noirs                                                         | Méon                         |                                                                          |                            |                                                                |                                             |
| Dolmen de la Maison des Fées                                                      | Miré                         |                                                                          | Classé MH (1911)           | 47° 45′ 39″ N, 0° 29′ 13″ O                                    | Maison des Fées                             |
| Menhirs des Forges                                                                | Montguillon                  | 3 menhirs                                                                |                            | 47° 44′ 25″ N, 0° 46′ 21″ O                                    |                                             |
| Pierre Levée du Domaine                                                           | Montguillon                  | menhir                                                                   | détruit                    |                                                                |                                             |
| Grande Pierre de la Prée de Thouars                                               | Montreuil-Bellay             | menhir                                                                   |                            | 47° 07′ 05″ N, 0° 10′ 43″ O                                    |                                             |
| Menhir de l'Accomodement                                                          | Montreuil-Bellay             |                                                                          | Inscrit MH (1967)          | 47° 07′ 03″ N, 0° 08′ 09″ O                                    | Menhir de l'Accommodement                   |
| Menhir des Brondes                                                                | Montreuil-Bellay             |                                                                          |                            |                                                                |                                             |
| Pierre de Lenay                                                                   | Montreuil-Bellay             |                                                                          | Classé MH (1911)           | 47° 07′ 18″ N, 0° 09′ 55″ O                                    | Pierre de Lenay                             |
| Dolmen de Vaux                                                                    | Montreuil-sur-Loir           |                                                                          |                            |                                                                |                                             |
| La Pierrelée                                                                      | Montsoreau                   |                                                                          | Inscrit MH (1970)          | 47° 12′ 19″ N, 0° 02′ 37″ E                                    |                                             |
| Menhir des Friches                                                                | Nyoiseau                     |                                                                          | détruit                    |                                                                |                                             |
| Alignement de Targé                                                               | Parnay                       | douteux                                                                  |                            |                                                                |                                             |
| La Grande-Pierre                                                                  | Pontigné                     | menhir                                                                   | détruit                    |                                                                |                                             |
| Menhir de la Motte                                                                | Pontigné                     |                                                                          | disparu                    |                                                                |                                             |
| Pierre-Couverte                                                                   | Pontigné                     |                                                                          | Classé MH (1910)           | 47° 33′ 02″ N, 0° 04′ 16″ O                                    | Pierre-Couverte                             |
| Polissoir de la Motte                                                             | Pontigné                     |                                                                          |                            | déplacé devant le château de Baugé 47° 32′ 29″ N, 0° 06′ 06″ O | Polissoir de la Motte                       |
| Sépulture sous dalle du Grand Trouvé                                              | Pontigné                     |                                                                          | détruite                   |                                                                |                                             |
| Menhir du moulin à vent de Normandeau                                             | La Renaudière                |                                                                          | Classé MH (1983)           | 47° 06′ 09″ N, 1° 05′ 05″ O                                    | Menhir du moulin à vent de Normandeau       |
| Menhir du Moulin de la Colle                                                      | La Renaudière                |                                                                          | détruit                    |                                                                |                                             |
| Pierre levée de Charbonneau                                                       | La Renaudière                |                                                                          | Inscrit MH (1983)          | 47° 06′ 17″ N, 1° 04′ 49″ O                                    | Pierre levée de Charbonneau                 |
| Pierre levée de la Bretaudière                                                    | La Renaudière                |                                                                          |                            | 47° 06′ 01″ N, 1° 03′ 05″ O                                    | Pierre levée de la Bretaudière              |
| Polissoir de Charbonneau                                                          | La Renaudière                |                                                                          |                            |                                                                |                                             |
| Polissoir de l'Ecluseau                                                           | La Renaudière                |                                                                          |                            | déplacé chez un particulier                                    |                                             |
| Pierre couverte de la Rigaudière                                                  | Rou-Marson                   |                                                                          |                            | 47° 14′ 19″ N, 0° 09′ 44″ O                                    |                                             |
| Pierre couverte du Clos-Badier                                                    | Rou-Marson                   |                                                                          |                            | 47° 14′ 22″ N, 0° 09′ 30″ O                                    | Pierre couverte du Clos-Badier              |
| Pierre couverte du Clos-Moreau                                                    | Rou-Marson                   |                                                                          |                            | 47° 14′ 26″ N, 0° 09′ 03″ O                                    |                                             |
| Les Pierres Longues                                                               | Rou-Marson                   | menhirs                                                                  | détruits                   |                                                                |                                             |
| Menhir de Bellevue                                                                | Saint-André-de-la-Marche     |                                                                          | détruit                    |                                                                |                                             |
| Menhir de la Blouère                                                              | Saint-André-de-la-Marche     |                                                                          | détruit                    |                                                                |                                             |
| Pierre Levée Pierre Levée du Courreau Pierre Bardante de la Vallée Pierre au Chat | Saint-André-de-la-Marche     | menhirs                                                                  | détruits                   |                                                                |                                             |
| Menhir de l'Autrinière Menhir de la Flèche                                        | Saint-Christophe-du-Bois     |                                                                          | détruits                   |                                                                |                                             |
| Menhirs de l'Auliveraie                                                           | Sainte-Gemmes-d'Andigné      |                                                                          | détruits                   |                                                                |                                             |
| Dolmen du Moulin Moreau                                                           | Saint-Florent-le-Vieil       |                                                                          | détruit                    |                                                                |                                             |
| Chaise des Morts                                                                  | Saint-Georges-des-Sept-Voies | menhir                                                                   |                            | 47° 21′ 28″ N, 0° 17′ 56″ O                                    |                                             |
| Pierre couverte du Grez                                                           | Saint-Georges-des-Sept-Voies | dolmen                                                                   | détruit                    |                                                                |                                             |
| Menhir de Nidevelle                                                               | Saint-Georges-des-Sept-Voies | autres noms Pierre Longue de Sale Village, Pierre qui Pousse             |                            | 47° 21′ 06″ N, 0° 16′ 40″ O                                    | Menhir de Nidevelle                         |
| La Haute-Borne                                                                    | Saint-Germain-sur-Moine      |                                                                          | Classé MH (1889) · détruit |                                                                |                                             |
| Pierres levées de la Davière                                                      | Saint-Germain-sur-Moine      | 2 menhirs                                                                | détruits                   |                                                                |                                             |
| Crypte du Bois Brard                                                              | Saint-Hilaire-Saint-Florent  |                                                                          |                            |                                                                |                                             |
| La Pierre St-Julien                                                               | Saint-Hilaire-Saint-Florent  | enceinte mégalithique                                                    | détruit                    |                                                                |                                             |
| Dolmen du Bois-Briand                                                             | Saint-Hilaire-Saint-Florent  |                                                                          | Classé MH (1914)           | 47° 15′ 38″ N, 0° 06′ 07″ O                                    |                                             |
| Dolmen du Bois du Feu                                                             | Saint-Hilaire-Saint-Florent  |                                                                          |                            | 47° 16′ 01″ N, 0° 07′ 30″ O                                    | Dolmen du Bois du Feu                       |
| La Grosse Borne                                                                   | Saint-Just-sur-Dive          | menhir                                                                   | détruit                    |                                                                |                                             |
| Dolmen de la Colleterie                                                           | Saint-Lambert-la-Potherie    |                                                                          |                            | 47° 29′ 28″ N, 0° 39′ 51″ O                                    |                                             |
| Polissoir de la Chaussée                                                          | Saint-Lambert-la-Potherie    |                                                                          | détruit                    |                                                                |                                             |
| Grande Pierre levée                                                               | Saint-Macaire-en-Mauges      |                                                                          | Classé MH (1941)           | 47° 06′ 15″ N, 1° 02′ 09″ O                                    | Grande Pierre Levée                         |
| Menhir à cupules de la Bretellière                                                | Saint-Macaire-en-Mauges      |                                                                          |                            | déplacé à Saint-André-de-la-Marche                             |                                             |
| Menhir couché de la Grande Bretellière                                            | Saint-Macaire-en-Mauges      |                                                                          |                            |                                                                |                                             |
| Pierre Frite                                                                      | Saint-Martin-d'Arcé          | menhir                                                                   |                            |                                                                |                                             |
| Pierre Frite d'Armaillé                                                           | Saint-Michel-et-Chanveaux    |                                                                          |                            | 47° 42′ 01″ N, 1° 09′ 37″ O                                    | Pierre Frite d'Armaillé                     |
| Pierre Couverte de la Bajoulière                                                  | Saint-Rémy-la-Varenne        |                                                                          | Classé MH (1936)           | 47° 22′ 05″ N, 0° 17′ 51″ O                                    | Pierre Couverte de la Bajoulière            |
| La Pierre Fritte                                                                  | Saint-Saturnin-sur-Loire     | menhir                                                                   |                            |                                                                |                                             |
| Pierre Frite                                                                      | Saint-Sauveur-de-Flée        | menhir                                                                   | détruit                    |                                                                |                                             |
| Menhir de l’Ambroise                                                              | Saint-Sulpice                |                                                                          |                            |                                                                |                                             |
| Polissoir des Moulins                                                             | Saint-Sylvain-d'Anjou        |                                                                          |                            |                                                                |                                             |
| Pierre du Ruau                                                                    | Saulgé-l'Hôpital             | dolmen                                                                   | détruit                    |                                                                |                                             |
| Dolmen de Bagneux                                                                 | Saumur                       | autres noms La Grande Pierre Couverte, La Roche-aux-Fées Le Grand Dolman | Classé MH (1889)           | 47° 14′ 35″ N, 0° 05′ 42″ O                                    | Dolmen de Bagneux                           |
| Dolmen des Caves de la Mort                                                       | Saumur                       |                                                                          |                            |                                                                |                                             |
| Le Petit Dolmen                                                                   | Saumur                       |                                                                          | Classé MH (1889)           | 47° 14′ 44″ N, 0° 05′ 55″ O                                    |                                             |
| Pierre couverte de Nantilly                                                       | Saumur                       | dolmen                                                                   | détruit                    |                                                                |                                             |
| Pierre Fiche de Bagneux                                                           | Saumur                       | menhir                                                                   | Classé MH (1889)           |                                                                |                                             |
| Petit menhir du Chêne                                                             | Sceaux-d'Anjou               |                                                                          | détruit                    |                                                                |                                             |
| Polissoir de la Chênaie                                                           | Sceaux-d'Anjou               | douteux                                                                  |                            | déplacé chez un particulier                                    |                                             |
| Petit menhir de Bourg-Chevreau                                                    | Segré                        |                                                                          |                            |                                                                |                                             |
| La Borne                                                                          | La Séguinière                | menhir                                                                   | détruit                    |                                                                |                                             |
| La Pierre à l’Ane                                                                 | La Séguinière                | menhir                                                                   | disparu                    |                                                                |                                             |
| Pierre-Vivante-de-Brenon                                                          | La Séguinière                | menhir                                                                   | détruit                    |                                                                |                                             |
| Pierre au Loup                                                                    | Seiches-sur-le-Loir          |                                                                          | Classé MH (1978)           | 47° 34′ 17″ N, 0° 20′ 09″ O                                    | Pierre au Loup                              |
| Dolmen de Lizieux                                                                 | Seiches-sur-le-Loir          | autre nom La Pierre à Jallais                                            | ruiné                      | 47° 35′ 30″ N, 0° 21′ 29″ O                                    |                                             |
| Doigt de César                                                                    | Soucelles                    | autre nom Menhir des Foucronières                                        | Classé MH (1975)           | 47° 35′ 43″ N, 0° 24′ 45″ O                                    | Doigt de César                              |
| Dolmen de la Pierre Cesée                                                         | Soucelles                    | autre nom Dolmen de la Pilière                                           | Classé MH (1910)           | 47° 34′ 08″ N, 0° 23′ 39″ O                                    | Soucelles_-_Dolmen_de_la_Pierre_Cesée_3.jpg |
| Dolmen des Trottières                                                             | Thouarcé                     | autre nom La Pierre Couverte                                             | détruit                    |                                                                |                                             |
| Dolmen de la Butte aux Houx                                                       | Le Thoureil                  |                                                                          |                            |                                                                |                                             |
| Dolmens des Varennes de Cumeray                                                   | Le Thoureil                  | autre nom Pierres cabrées (grand dolmen)                                 |                            | 47° 21′ 45″ N, 0° 16′ 40″ O                                    | Grand dolmen des Varennes de Cumeray        |
| Hutte en Pierre de la Butte aux Houx                                              | Le Thoureil                  | chambre sous tumulus                                                     |                            |                                                                |                                             |
| Menhir couché des Bois de la Bodinière                                            | Le Thoureil                  |                                                                          |                            |                                                                |                                             |
| Menhir de Bessé                                                                   | Le Thoureil                  |                                                                          |                            | déplacé                                                        |                                             |
| Menhir de la Filoussière                                                          | Le Thoureil                  | autre nom Pierre Longue                                                  |                            | 47° 22′ 34″ N, 0° 16′ 50″ O                                    | Menhir de la Filoussière                    |
| Menhir des Varennes de Cumeray                                                    | Le Thoureil                  |                                                                          |                            | 47° 21′ 47″ N, 0° 16′ 43″ O                                    | Menhir des Varennes de Cumeray              |
| Menhir du vallon du Bois de la Bodinière                                          | Le Thoureil                  |                                                                          |                            | 47° 22′ 06″ N, 0° 16′ 52″ O                                    |                                             |
| Pierre longue de Nézan                                                            | Le Thoureil                  |                                                                          |                            |                                                                | Pierre longue de Nézan                      |
| Pierre longue de St-Gondon                                                        | Le Thoureil                  | menhir                                                                   |                            | 47° 22′ 07″ N, 0° 16′ 41″ O                                    |                                             |
| Petits menhirs de la Butte aux Houx                                               | Le Thoureil                  | autre nom Petits menhirs de la Bodinère                                  |                            |                                                                |                                             |
| Pierre de Torche Anesse                                                           | Le Thoureil                  | mégalithe indéterminé                                                    | disparu                    |                                                                |                                             |
| Grosse Pierre de la Rigaudière                                                    | La Tourlandry                | menhir christianisé                                                      |                            | 47° 08′ 39″ N, 0° 40′ 53″ O                                    | Grosse Pierre de la Rigaudière              |
| Menhir du Pré de la Chapelle                                                      | Trémentines                  |                                                                          |                            | 47° 06′ 50″ N, 0° 50′ 54″ O                                    |                                             |
| Pierre-qui-tourne                                                                 | Trémentines                  | menhir autres noms Pierre Fiche de Parchambault , La Pierre Frite        |                            | 47° 07′ 05″ N, 0° 51′ 03″ O                                    |                                             |
| Menhir du Pont de Trémont                                                         | Trémont                      |                                                                          | détruit                    |                                                                |                                             |
| Dolmen du Ruisseau d’Enfer                                                        | Trèves                       |                                                                          |                            |                                                                |                                             |
| Pierre couverte du Mousseau                                                       | Les Ulmes                    |                                                                          | Inscrit MH (1984)          | 47° 13′ 18″ N, 0° 10′ 17″ O                                    | Pierre couverte du Mousseau                 |
| Pierre Levée de la Mercière                                                       | La Varenne                   | menhir                                                                   | détruit                    |                                                                |                                             |
| Menhir du Grésil                                                                  | Vaudelnay                    | autre nom Menhir de la Gazelle                                           | Inscrit MH (1967)          | 47° 07′ 55″ N, 0° 10′ 30″ O                                    |                                             |
| La Pierre Droite                                                                  | Vaudelnay                    | menhir                                                                   | détruit                    |                                                                |                                             |
| Dolmen de la Pierre Plate                                                         | Vernoil-le-Fourrier          |                                                                          | détruit                    |                                                                |                                             |
| Crypte et polissoir du Champ de Courses                                           | Verrie                       |                                                                          |                            |                                                                |                                             |
| Dolmen de la Pancelière                                                           | Le Vieil-Baugé               |                                                                          |                            |                                                                |                                             |
| Dolmen de la Pierre                                                               | Villevêque                   |                                                                          | détruit                    |                                                                |                                             |